# Iván Ramis
Iván Ramis Barrios (* 25. Oktober 1984 in Sa Pobla) ist ein spanischer Fußballspieler.

## Spielerkarriere
Iván Ramis stammt aus der eigenen Jugend von RCD Mallorca. Er ist eines von mehreren Eigengewächsen der Insulaner. Von 2001 bis 2004 spielte Iván Ramis drei Jahre für die zweite Mannschaft von RCD. In der Saison 2003/04 kam er sowohl auf seine ersten Einsätze in der Primera, als auch auf zwei Einsätze im UEFA-Pokal.
Während der Saison 2005/06 spielte Iván Ramis auf Leihbasis für den damaligen Zweitligisten Real Valladolid, wo er Stammspieler werden konnte. Nach seiner Rückkehr zu RCD Mallorca war er zunächst weiterhin nur ein Ergänzungsspieler, im Laufe der Jahre erkämpfte er sich jedoch einen Stammplatz.
Zur Saison 2012/13 verließ Ramis nach 164 Ligaspielen für Mallorca den Verein und wechselte in die Premier League zu Wigan Athletic, nachdem er ein Angebot von West Ham United ausgeschlagen hatte.
Nach drei erfolgreichen Jahren bei Wigan Athletic wechselte er im Januar 2015 zunächst für ein halbes Jahr zu UD Levante und anschließend im Sommer zum Ligakonkurrenten SD Eibar.

## Erfolge
- Englischer Pokalsieger: 2012/13